# 孔均
孔均（?—?），表字长平，原名孔莽，为王莽避讳，改名孔均。西汉时鲁国人。孔子十六代孫，孔延年玄孙，孔霸曾孙，孔福之孙，孔房之子。
孔均好学有才，奏对成章。袭爵关内侯。汉平帝元始元年（1年）封孔子为褒成宣尼公，封孔均为褒成侯。由关内侯改为列侯，食邑二千户。居摄二年（7年），王莽想要命孔均为太尉，孔均以身体缘故推辞，没有就职。回到故里，失去封爵。孔均八十一岁去世。其子孔志在东汉时袭爵。